# Atlantisch orkaanseizoen 2022
Het Atlantisch orkaanseizoen 2022 is een Atlantisch orkaanseizoen, met 11 benoemde stormen in oktober 2022.

## Cyclonen
- Alex (tropische storm)
- Bonnie (orkaan)
- Colin (tropische storm)
- Danielle (orkaan)
- Earl (orkaan)
- Fiona (majeure orkaan)
- Gaston (tropische storm)
- Hermine (tropische storm)
- Ian (majeure orkaan)
- Julia (orkaan)
- Karl (tropische storm)
- Lisa (tropische storm)
- Martin (tropische storm)
- Nicole (orkaan)

## Naamgeving
De volgende lijst met namen zal worden gebruikt voor benoemde stormen die zich in 2022 in de Noord-Atlantische Oceaan vormen. Indien er namen uit gebruik genomen worden, zullen deze in het voorjaar van 2023 door de Wereld Meteorologische Organisatie worden aangekondigd. De namen die niet van deze lijst zijn verwijderd, zullen opnieuw worden gebruikt in het seizoen 2028. Dit is dezelfde lijst die in het seizoen 2016 werd gebruikt, met uitzondering van Martin en Owen, ter vervanging van respectievelijk Matthew en Otto.
- Alex
- Bonnie
- Colin
- Danielle
- Earl
- Fiona
- Gaston
- Hermine
- Ian
- Julia
- Karl
- Lisa
- Martin
- Nicole
- Owen (nog niet in gebruik)
- Paula (nog niet in gebruik)
- Richard (nog niet in gebruik)
- Shary (nog niet in gebruik)
- Tobias (nog niet in gebruik)
- Virginie (nog niet in gebruik)
- Walter (nog niet in gebruik)